# Flik 52
A Fliegerkompanie 52 (rövidítve Flik 52, magyarul 52. repülőszázad) az osztrák-magyar légierő egyik repülőszázada volt.

## Története
A századot az ausztriai Straßhofban állították fel, majd kiképzése után 1917. július 16-án a román frontra küldték, ahol Kézdivásárhelyen (más források szerint a közeli Imecsfalván) volt a bázisa. Röviddel később, 1917. július 25-én az egész légierőt átszervezték; ennek során a század  hadosztályfelderítői (Divisions-Kompanie 52, Flik 52D) feladatokat kapott. 1918 februárjában átvezényelték az olasz frontra. A nyári piavei offenzívában a 6. hadsereg részenként harcolt és San Giacomo de Veglia, illetve San Fior di Sopra tábori reptereiről indult bevetésekre. 1918 őszén egy újabb átszervezésben hadtesthez rendelt alegység (Korps-Kompanie 52, Flik 52K) lett belőle.
A háború után a teljes osztrák légierővel együtt felszámolták.

## Századparancsnokok
- Csenkey Géza huszár százados
- Viktor Seebauer százados

## Századjelzés
A 6. hadseregben elrendelték a repülőszázadok megkülönböztető jelzéseinek használatát: ennek alapján 1918 áprilisától a Flik 52D repülőgépein a keréktárcsát zöldre festették, a törzsre pedig (a pilótafülke és a farok között) fehér szélű, széles, függőleges, zöld törzsgyűrűt helyeztek el.

## Repülőgépek
- Hansa-Brandenburg C.I
- UFAG C.I